# Ростовцев, Николай Никитич
Николай Никитич Ростовцев — советский учёный, доктор геолого-минералогических наук.

## Биография
Родился в 1907 году на станции Пограничная. Член КПСС.
Окончил Ленинградский горный институт.
В 1925—1926 гг. — рабочий аптекоуправления в Туле, рабочий завода «Эксольхим».
В 1929—1942 гг. — геолог, начальник партии геологоразведки Северо-Кавказского, Киргизского геологических управлений.
В 1942—1949 гг. — начальник экспедиции Северного геологического управления в Архангельской области.
В 1949—1958 гг. — руководитель отдела Всесоюзного геологического института.
В 1958—1964 гг. — руководитель отдела, заместитель директора Тюменского филиала, директор Сибирского научно-исследовательского института геологии, геофизики и минерального сырья.
В 1964—1971 гг. — директор ЗапСибНИГНИ.
В 1971—1981 гг. — старший научный сотрудник-консультант Всесоюзного научно-исследовательского геологоразведочного института.
За научное обоснование перспектив нефтегазоносности Западно-Сибирской низменности и открытие первого в этой провинции Берёзовского газоносного района был в составе коллектива удостоен Ленинской премии 1964 года.
Умер в 1981 году в Ленинграде.

## Награды
- Орден Ленина
- Орден Трудового Красного Знамени (трижды)